# Giacomo Di Chirico
Giacomo Ernesto Eduardo Di Chirico (Venosa, 27 gennaio 1844 – Napoli, 26 dicembre 1883) è stato un pittore italiano.
Nonostante la sua breve carriera fu, assieme a Domenico Morelli e Filippo Palizzi, uno dei più importanti pittori di scuola napoletana dell'Ottocento.

## Biografia
Nacque a Venosa in una famiglia povera, da Luigi (falegname) e Caterina Savino. Le condizioni familiari peggiorarono con la morte del padre, avvenuta nel 1847, quando Giacomo aveva appena 3 anni. Durante la sua formazione scolastica, frequentò un istituto privato del prete Giuseppe Gianturco, fratello del politico Emanuele, rivolto ai ragazzi appartenenti al ceto meno abbiente. Per sostenere economicamente la famiglia, iniziò a lavorare in una bottega come barbiere. Frattanto si appassionò all'arte, sotto l'influenza del fratello Nicola, scultore, di 20 anni più grande di lui.
Iniziò a creare piccoli ritratti, mostrandoli ai suoi concittadini che espressero ammirazione per i suoi lavori. Di Chirico si sentì incentivato da tale interesse e decise di intraprendere la professione di pittore. Ottenuto dal comune di Venosa un sussidio mensile, si iscrisse all'Accademia di belle arti di Napoli, con la clausola che gli sarà garantito tale contributo qualora egli avesse dimostrato ottimi risultati negli studi. Nel 1865 cominciò a frequentare lo studio di Tommaso De Vivo e le lezioni di Francesco De Sanctis.
Tra il 1868 e il 1871, visse a Roma per poi tornare a Napoli ed aprire uno studio d'arte, stringendo rapporti di amicizia con Domenico Morelli e Filippo Palizzi ed ebbe inoltre, come allievi, pittori come Antonio Ferrigno e Pietro Scoppetta.
Dal 1873 iniziò ad elaborare opere ritraenti il folklore della sua terra. La Domenica delle Palme, uno dei suoi dipinti più rappresentativi, gli valse la medaglia d'argento all'esposizione tenuta a Ferrara nel 1874 in occasione del IV centenario della nascita dell'Ariosto. Il dipinto Sposalizio in Basilicata ebbe un grande successo, tanto da essere esposto anche all'estero: Parigi nel 1877, Vienna nel 1879 e Monaco nel 1882. L'opera ebbe un'influenza sul pittore veneziano Giovanni Biasin, che realizzò un disegno intitolato Impressione da un quadro di Di Chirico, traendo alcuni spunti dal dipinto dell'artista venosino. Il quadro fu acquistato dal mercante francese Adolphe Goupil, che fece esporre altre opere del pittore presso la mostra Goupil & Cie di Parigi.
Nel 1878 si sposò con Emilia D'Amato a Maiori, da cui ebbe una figlia, Maria. Durante la sua carriera, ottenne altri riconoscimenti: un premio d'onore dal giurì della mostra napoletana, due medaglie d'oro dal municipio di Venosa e dalla Provincia di Basilicata e la croce di cavaliere della Corona d'Italia dal re Vittorio Emanuele II. Tra il 1877 e il 1878, Di Chirico fu tra i professori onorari del Reale Istituto di Belle Arti. Il primo nato fu acquistato da Amedeo I di Spagna all'Esposizione Nazionale di Torino del 1880, il quale commissionò al pittore venosino anche un ritratto con i suoi figli.
La sua attività iniziò ad essere compromessa da segni di squilibrio mentale, che costrinsero Di Chirico ad essere rinchiuso nel Manicomio Provinciale “Leonardo Bianchi” nel 1882. Dopo un susseguirsi di rientri e dimissioni, Di Chirico morì a Napoli nel 1883, a soli 39 anni. Nel 1885, il pittore Rubens Santoro organizzò una mostra a Napoli per commemorare la sua carriera.
Nel 2003 Michele Bruno, pittore venosino, riprodusse alcune delle opere del Di Chirico firmando la collezione "Omaggio a Giacomo Di Chirico".

## Alcune opere

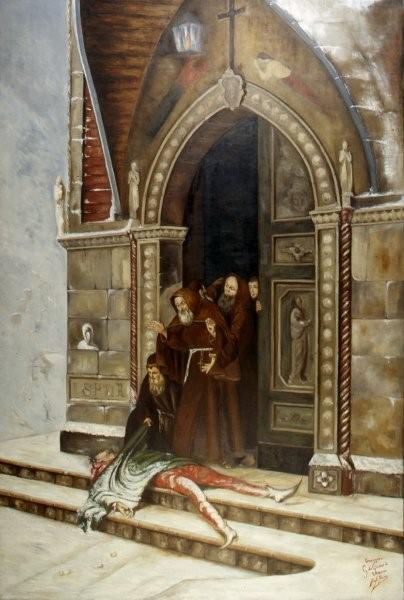
Buoso da Duera
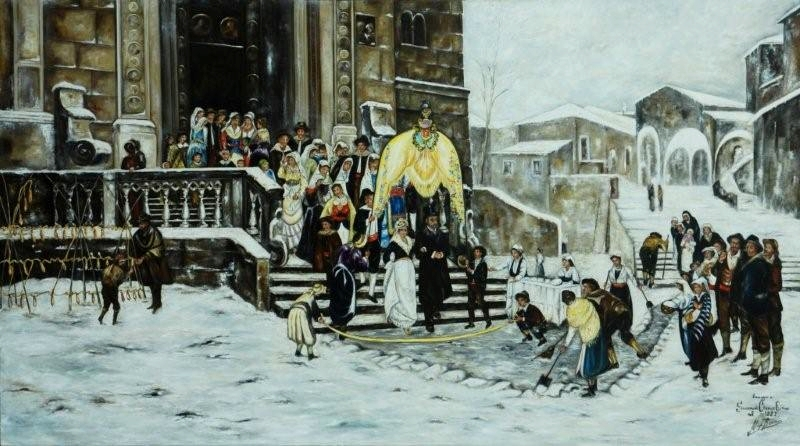
Sposalizio in Basilicata
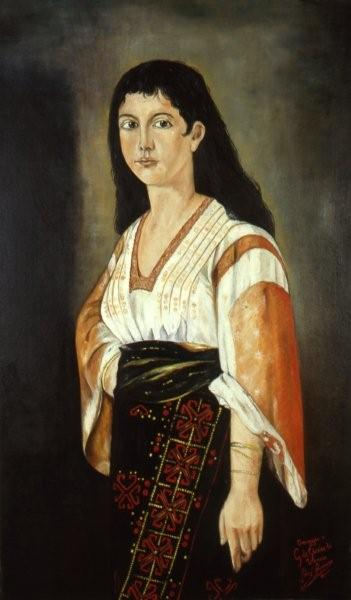
Donna lucana
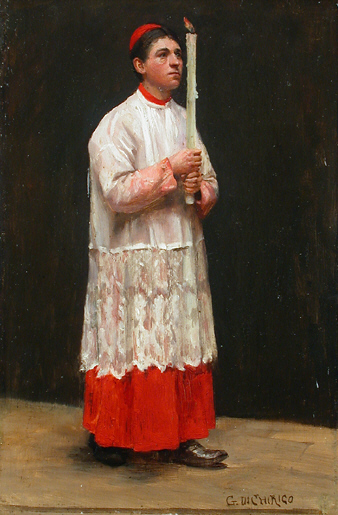
Il ministrante
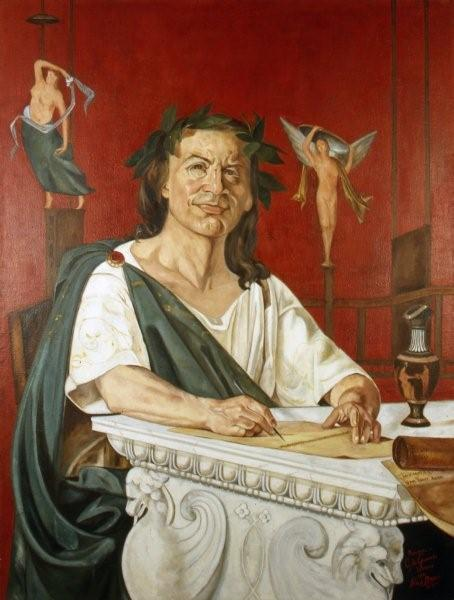
Quinto Orazio Flacco
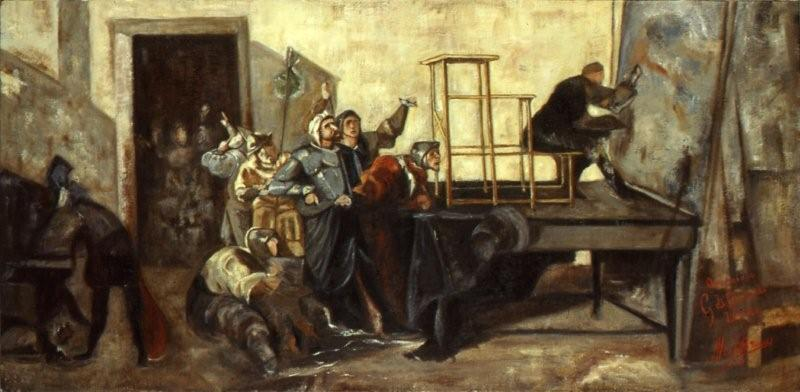
Lanzichenecchi nello studio del pittore